# Turtur chalcospilos
Turtur chalcospilos е вид птица от семейство Гълъбови (Columbidae).

## Разпространение
Видът е разпространен в Ангола, Ботсвана, Бурунди, Габон, Етиопия, Замбия, Зимбабве, Демократична република Конго, Република Конго, Кения, Малави, Мозамбик, Намибия, Руанда, Сомалия, Судан, Свазиленд, Танзания, Уганда, Южна Африка и Южен Судан.